# Jehan Plon
Pour les articles homonymes, voir Plon.
Jehan Plon est un typographe danois qui vécut à la fin du XVIe siècle à Mons.
Originaire du Danemark, il s'installe à Mons et se marie en 1583 avec Antoinette-Marguerite de Lesault, la fille d’un typographe. Celui-ci le recommande à Rutger Velpius qui l’initie au métier de pressier. Devenu imprimeur de la Cour, le sieur Velpius quitte Mons pour Bruxelles et vend son commerce à Charles Michel qui conserve Jehan Plon à son service.
On retrouve ensuite la trace de son petit-fils, Hubert Plon, né en 1632, qui apprend les rudiments de l’imprimerie à l’école. Puis, il est accepté chez un maître imprimeur pour parfaire ses connaissances. Il se marie avec Nicole-Adrienne De Somme avec qui il a trois enfants, dont Georges qui deviendra typographe à Mons.
C'est de cette lignée d'imprimeur-typographe belges d'origine danoise qu'est sortie très probablement Henri Plon, fondateur avec ses deux frères de la maison d'édition française Plon en 1852.